# Ruhpolding
Ruhpolding település Németország délkeleti részén, Traunstein járásban, Bajorországban. Ruhpolding Inzell, Siegsdorf, Bergen és Staudach-Egerndach községekkel határos.
Ruhpolding az ország egyik legkedveltebb alpesi üdülőhelye. Gyógyfürdő és hullámfürdő, korcsolya- és ródlipálya, 17 sílift és síugró sánc, a Rauschbergre 1645 méter magasra felvivő függővasút, lovarda és teniszpályák várják itt a felüdülni vágyókat.

## Története
Első írásos említése 1193-ból való. 1859-től már vasúton is megközelíthető volt. 1948-tól fokozatosan vált az ország egyik alpesi turistaparadicsomává.

## Népesség
| Lakosok száma | 752  | 4873 | 6116 | 6286 | 6517 | 6799 | 6904 | 6979 | 6991 | 7235 |
|               | 1875 | 1950 | 1987 | 2010 | 2012 | 2014 | 2016 | 2017 | 2021 | 2023 |

## Látnivalók
- Pfarrkirche St. Georg – rokokó plébániatemplom, melyet a híres építész, Johann Baptist Gunetzrhainer tervei alapján építettek 1738 és 1757 között. Oltára az 1220-ból származó, színesre festett, fából készült Madonna érdekessége, hogy ezt a román kori ereklyét csak 1955-ben, tatarozáskor találták meg a padozat alatt.
- Fostamt – az erdészeti hivatal, azért érdemel figyelmet, mert a bajor királyi család vadászkastélyának épült a 16. században.
- Haus des Gastes – a vendégház, néhány termében helytörténeti múzeum létesült, ahol a kereszténység és a népművészet szép emlékeit állították ki.

Sajátossága Ruhpoldingnak a minden év szeptemberében megrendezett búcsú a közeli Zell község St. Valentin kápolnájához.